# Federación (Entre Ríos)
Federación é um município da província de Entre Ríos, na Argentina.